# Johannes van der Wolk
Johannes van der Wolk (1945) is een Nederlandse kunsthistoricus en auteur. Na zijn studie kunstgeschiedenis aan de Universiteit Utrecht was hij conservator moderne kunst bij het Museum Boijmans Van Beuningen in Rotterdam, directeur van het Van Goghmuseum in Amsterdam en Van Gogh conservator schilderijen en onderzoeksconservator bij het Kröller-Müller Museum in Otterlo. Tijdens zijn museumloopbaan was hij betrokken bij een lange reeks van internationale tentoonstellingsprojecten en publicaties.
In de loop der jaren heeft Van der Wolk over vele kunstenaars geschreven in boeken,  dagbladen, kunsttijdschriften en tentoonstellingscatalogi. 
Van hem verscheen in 2006 het boek Horizon – Johannes van der Wolk in gesprek met José Heerkens, verkenningen van haar artistieke horizon.
De Kröllers en hun architecten is de titel van het door hem geschreven boek dat verscheen in samenhang met de gelijknamige tentoonstelling in het Kröller-Müller Museum.
De schetsboeken van Vincent van Gogh is zijn meest bekende boek. Het verscheen ook in Amerikaanse en Engelse edities (als The Seven Sketchbooks of Vincent van Gogh). Het bevat de chronologie en de kunsthistorische interpretatie van de afzonderlijke schetsboekpagina’s en de reconstructie van de oorspronkelijke vorm van de schetsboeken.
Een van zijn nieuwe projecten is de voorbereiding van een oeuvrecatalogus van de Nederlands/Amerikaanse kunstenaar Cock van Gent, ook bekend als Adriana Kruik (1925-1995). Haar werk bevindt zich in tal van Europese en Amerikaanse particuliere en museale verzamelingen.
- Bibsys: 90382107
- Bibliothèque nationale de France: cb12146766r (data)
- CiNii: DA05049914
- International Standard Name Identifier: 0000 0000 6643 6238
- Library of Congress Control Number: n78065907
- Nationale Bibliotheek van Letland: 000026497
- Bibliotheek van het Japanse parlement: 00477459
- Nationale Bibliotheek van Tsjechië: jcu2018993509
- Nationale Bibliotheek van Israël: 987007440268805171
- Nederlandse Thesaurus van Auteursnamen: 070844615
- Système universitaire de documentation: 029951208
- Virtual International Authority File: 61583531
- WorldCat: E39PBJxCxBGjxpKwdctHqWkJjC